# Los Angeles Guerrillas M8
Pour l'équipe principale, voir Gentle Mates.
Pour ligue compétitive, voir Call of Duty League.
Los Angeles Guerrillas M8, anciennement appelés Los Angeles Guerrillas, est une équipe d'esport professionnelle américaine de la Call of Duty League basée à Los Angeles.
Los Angeles Guerrillas M8 appartient à l'organisation d'esport française Gentle Mates depuis 2024. Les Guerrillas appartenaient auparavant à Kroenke Sports & Entertainment (en) depuis sa fondation en 2019.

## Histoire
Le 20 août 2019, Activision Blizzard annonce que Kroenke Sports & Entertainment (en) a acheté l'une des deux nouvelles places de franchise pour la Call of Duty League, la ligue d'élite professionnelle sur Call of Duty, organisée en Amérique du Nord depuis 2020. Selon ESPN, l'éditeur cherchait à vendre des places aux villes nord-américaines souhaitant intégrer une équipe au sein de la ligue franchise (sur le même modèle que la NBA) pour environ 25 millions de dollars par équipe,. Le 18 octobre 2019, le nom de l'équipe est révélé : Los Angeles Guerrillas,.
Les Guerrillas remporte leur premier major lors du Major 2 de la saison de Call of Duty League 2022.
En décembre 2024, la franchise est vendue à la structure française Gentle Mates pour environ 1 million de dollars. Le nom de l'équipe est alors modifié en « Los Angeles Guerrillas M8 » pour la nouvelle saison sur Call of Duty: Black Ops 6.

## Roster actuel
| Nat.                   | Pseudo  | Nom                 | Rôle       | Date d'entrée   |
| ---------------------- | ------- | ------------------- | ---------- | --------------- |
| Drapeau des États-Unis | KiSMET  | Matthew Tinsley     | Joueur     | 4 décembre 2024 |
| Drapeau des États-Unis | Lunarz  | Noah Whillock       | Joueur     | 18 février 2025 |
| Drapeau des États-Unis | FeLo    | Tyler Johnson       | Joueur     | 2 avril 2025    |
| Drapeau des États-Unis | oJohnny | Giancarlos Carrasco | Joueur     | 2 avril 2025    |
| Drapeau de la France   | Lynz    | Thomas Gregorio     | Remplaçant | 4 décembre 2024 |

| Drapeau des États-Unis | Dreal  | Ehsan Javed    | Coach           | 4 décembre 2024 |
| Drapeau des États-Unis | MarkyB | Mark Bryceland | Assistant Coach | 4 décembre 2024 |

## Récompenses et records

### Aperçu des saisons
| Saison | Saison régulière | Saison régulière | Saison régulière | Saison régulière | Saison régulière | Saison régulière | Saison régulière | Rang final | Playoffs                                                                        |
| Saison | J                | G                | P                | %G               | GW               | GL               | GW%              | Rang final | Playoffs                                                                        |
| ------ | ---------------- | ---------------- | ---------------- | ---------------- | ---------------- | ---------------- | ---------------- | ---------- | ------------------------------------------------------------------------------- |
| 2020   | 20               | 5                | 15               | 25,0%            | 30               | 53               | 36,1%            | 12e        | 11-12ème, Défaite au premier tour des loser bracket, 2-3 (face à LA Thieves)    |
| 2021   | 34               | 8                | 26               | 23,5%            | 44               | 87               | 33,6%            | 11e        | Ne s'est pas qualifié                                                           |
| 2022   | 32               | 15               | 17               | 46,9%            | 59               | 72               | 45,0%            | 10e        | Ne s'est pas qualifié                                                           |
| 2023   | 34               | 9                | 25               | 26,5%            | 51               | 86               | 37,2%            | 11e        | Ne s'est pas qualifié                                                           |
| 2024   | 40               | 14               | 26               | 35,0%            | 57               | 91               | 38,5%            | 6e         | 7-8ème, Défaite au premier tour des loser bracket, 0-3 (face aux Toronto Ultra) |
| 2025   | 32               | 6                | 26               | 18,8%            | 42               | 82               | 33,9%            | 11e        | Ne s'est pas qualifié                                                           |

### Principaux tournois gagnés
| Date         | Prix      | Événement                                | Liste                          |
| ------------ | --------- | ---------------------------------------- | ------------------------------ |
| 3 avril 2022 | 200 000 $ | Call of Duty League 2022 - Stage 2 Major | SlasheR • Asim • Huke • Sparte |